# Gare de Saint-Léonard (Suisse)
Ne doit pas être confondu avec Gare de Saint-Léonard ou Gare de Saint-Léonard-de-Noblat.
La gare de Saint-Léonard est une gare ferroviaire de la ligne du Simplon. Elle est située sur le territoire de la commune de Saint-Léonard (Valais), dans le canton du Valais, en Suisse.
Gare des Chemins de fer fédéraux suisses (CFF), elle est desservie uniquement par les trains du RER Valais.

## Situation ferroviaire
Établie à 504,9 mètres d'altitude, elle est située au point kilométrique (PK) 98,15 de la ligne du Simplon, entre les gares en service de Sion et de Sierre.

## Histoire
Lors de la construction de la ligne de chemin de fer de la ligne du Simplon, en 1861, il n'était pas prévu de construire une gare à Saint-Léonard mais, en 1868, sa construction a été effectuée par la commune.
Le bâtiment actuel de la gare a été reconstruit à la suite de l'incendie du 16 janvier 1956 ; l'appartement du chef de gare à l'étage avait été complètement détruit. En 1963, les CFF ont réalisé de nombreuses améliorations techniques et la construction d'un passage sous-voies.
Le 24 juin 1968, non loin de la gare de Saint-Léonard, en direction de Sion, au lieu-dit Batassé, le Valais a connu l'une de ses pires tragédies ferroviaires avec la collision de deux trains, un omnibus et un train spécial à une vitesse de 80 km/h. On dénombra 13 morts et plus de 100 blessés.
À la suite de l'introduction de l'horaire cadencé, le 23 mai 1982, les CFF ferment la gare de St-Léonard ainsi que les gares de Noës-Chalais et Granges-Lens. La gare de St-Léonard sera rénovée et à nouveau ouverte le 14 décembre 2003, à la suite d'un changement de politique des CFF, mais sans personnel de gare. (Le personnel de gare de Sion pouvant télécommander à distance les installations de sécurité de la gare de St-Léonard)
Depuis 2013, le Valais possède son propre réseau RER, avec toutes les gares valaisannes desservies dont celle de Saint-Léonard.

## Service des voyageurs

### Accueil
Comme pour la plupart des petites gares des CFF en Suisse, les guichets pour la distribution des billets ont été fermés et remplacés par un distributeur automatique de titres de transport. Les achats de titres de transport peuvent également être effectués avec une application « Mobile CFF ». Le premier distributeur de billet avait été installé en 1966, un des premiers en Valais

### Desserte
La gare de Saint-Léonard est desservie toutes les demi-heures par les trains du réseau express régional valaisan, dont un relie Monthey à Brigue et un deuxième est prolongé jusqu'à Saint-Gingolph.

### Intermodalité
La gare de Saint-Léonard n'est desservie par aucun autre transport public. La commune de Saint-Léonard est également reliée à la gare de Sierre et à la celle de Sion par une ligne de bus interurbaine (no 411 de la compagnie des cars Ballestraz).